# Callisthenia lacteata
Callisthenia lacteata är en fjärilsart som beskrevs av Butler 1878. Callisthenia lacteata ingår i släktet Callisthenia och familjen björnspinnare. Inga underarter finns listade i Catalogue of Life.